# Maščevanje je grenko
Maščevanje je grenko je drama Žarka Petana, ki je bila napisana leta 1991.

## Osebe
- Brane
- Sonja: njegova žena
- Matic: njun sin
- Lojze: Branetov tast
- Tony
- Tatjana
- France
- Marko

## Zgodba
Družina bulji v TV, oče gleda Okroglo mizo, Matic bi rad nogomet, vmes se znebi nekaj pikrih na račun tega, da hoče oče na hitro opraviti s svojo komunistično preteklostjo. Tedaj pride Tone, Branetov bratranec iz Amerike. Pobegnil je bil pred 20 leti, v Ameriki je uspel kot pogrebnik, zdaj se je vrnil, da bi poravnal stare račune, se maščeval partijcu Marku, ki ga je za nič spravil v zapor, mu speljal ženo, mu uničil življenje ... Brane mu ponudi gostoljubje. - Toneta v sanjah obišče žena, govori mu, da ga ljubi in Tone ji je pripravljen vse odpustiti, a zjutraj na sanje pozabi. Prijatelju Francetu iz podjetja, edinemu, ki se je potegnil zanj, ko so ga zaprli, razloži svoje ideje. A France maščevanja ne odobrava, Tonetu razlaga, da komunistov sploh ni več, zdrenjali so se med demokrate, zato da je on sam vstopil v Partijo. Sokriv je, ker je molčal in s tam sodeloval, drugi so se spretno prilagodili. Prijatelja pri tem precej pogledata v kozarček in Tone zasanja o svoje srečanju z Markom: ima ga privezanega na stolu in zahteva od njega priznanje, da je komunist, le tako se mu bo lahko s čisto vestjo maščeval. A Marko ni bil nikoli komunist, le pohlepen karierist, zdaj pa je vskočil k zelenim, je apolitičen. Tonetu ponuja spravo in ko ta grozi, da ga bo ubil za zapravljeno življenje, se Marko sklicuje na maloštevilnost Slovencev in na to, da Tone ne sme uporabljati komunističnih metod, saj bi tako postal komunistom enak. Tone ga v nemočnem besu zgrabi za vrat ... - Družina čaka s kosilom, Toneta ni od nikoder. Nazadnje ga najdejo v kopalnici, obesil se je bil, a vrv ni zdržala. Ko ga oživijo, Tone govori samo še amerikanščino in hoče takoj nazaj v Ameriko: naredil je bil križ čez Slovenijo, slovenščino, si odrezal materni jezik ... bolje, da ostane le pri sanjah.